# A Gathering of Old Men
A Gathering of Old Men is een Amerikaanse dramafilm uit 1987 onder regie van Volker Schlöndorff.

## Verhaal
In Louisiana wordt een racistische, blanke boer vermoord. Een zwarte landbouwer is de hoofdverdachte. De eigenaar van de plantage is bang voor een opstand en roept de vrienden van de landbouwer bij elkaar om een front te vormen tegen de aanvallers.

## Rolverdeling
| Acteur            | Personage      |
| ----------------- | -------------- |
| Louis Gossett jr. | Mathu          |
| Richard Widmark   | Sheriff Mapes  |
| Holly Hunter      | Candy Marshall |
| Joe Seneca        | Clatoo         |
| Will Patton       | Lou Dimes      |
| Woody Strode      | Yank           |
| Tiger Haynes      | Booker         |
| Papa John Creach  | Jacob          |
| Julius Harris     | Coot           |
| Rosanna Carter    | Beulah         |
| Walter Breaux     | Charlie        |
| Joe Riley         | Jameson        |
| Danny Barker      | Chimley        |
| Howard Sims       | Oom Billy      |
| P. Jay Sidney     | Gable          |